# La pazzia di Re Giorgio
La pazzia di Re Giorgio (The Madness of King George) è un film del 1994 diretto da Nicholas Hytner, tratto dall'omonima commedia di Alan Bennett (1991).
Presentato in concorso al Festival di Cannes 1995, ha valso a Helen Mirren il premio per la migliore interpretazione femminile.

## Trama
Il film è ambientato in Inghilterra tra il 1788 ed il 1789. È in questo periodo che il lungo regno di Giorgio III di Hannover (1760-1820) conosce una grave crisi interna: il sovrano, infatti, esce completamente di senno. Il primo ministro, William Pitt il Giovane, dispone le misure necessarie per la cura del re e per tenere il più possibile all'oscuro il Parlamento sul suo reale stato di salute.
Il rischio che Pitt teme di correre è che il principe di Galles Giorgio, con cui è in aperto contrasto, possa assumere la reggenza. Mentre il figlio trama con il leader dell'opposizione whig Charles Fox per presentare una mozione alla Camera dei Comuni per sospendere il sovrano dalle sue funzioni, Giorgio III viene affidato alle cure del Dr. Willis, medico paziente, ma severo, al punto da guardare direttamente in faccia il re e dargli ordini, a suo modo controcorrente nell'applicazione dei principi della scienza medica.

## Tematiche
Il film mette in risalto la perdita di potere della monarchia inglese a favore del Parlamento nella fine del Settecento e getta lo sguardo sulle pratiche mediche dell'epoca.
Al giorno d'oggi c'è un consenso storico diffuso, anche se non totale, al fatto che Giorgio III fosse affetto da un disturbo ereditario noto come porfiria, una cui chiara manifestazione è l'inscurirsi del colore delle urine. 
Storicamente quella del 1788 non fu l'unica crisi. I disturbi mentali di Giorgio III si riproposero negli anni seguenti e dal 1810 furono praticamente permanenti, al punto che il figlio Giorgio divenne di fatto principe reggente e poi re (Giorgio IV del Regno Unito) alla morte del padre.
La pazzia di re Giorgio mette in luce un interessante contrasto tra il mondo della corte, dove il sovrano è riverito, obbedito, temuto, ed il mondo della politica, dove la salute del re è il centro di giochi di potere. Alla famiglia reale, svuotata dell'autorità e della facoltà di dirigere il governo della nazione, resta, però, il dovere di apparire, agli occhi del popolo, come un modello, un esempio a cui fare riferimento.

## Riconoscimenti
- 1995 - Festival di Cannes
  - Premio per la migliore interpretazione femminile (Helen Mirren)
- 1995 - Premio Oscar
  - Migliore scenografia
- British Academy of Film and Television Arts
  - BAFTA al miglior film
  - BAFTA al miglior attore protagonista (Nigel Hawthorne)
  - BAFTA al miglior trucco

Nel 1999 il British Film Institute l'ha inserito al 42º posto della lista dei migliori cento film britannici del XX secolo.